# Lista localităților din provincia Iğdır

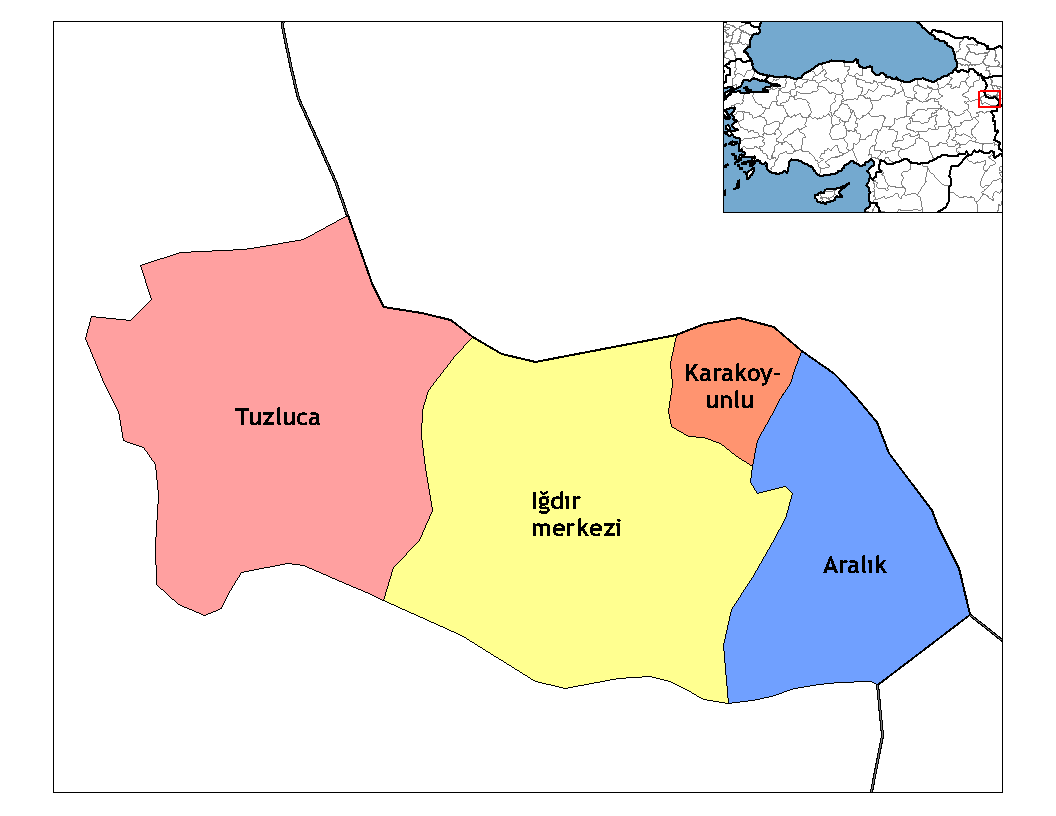
Provincia Iğdır

Aceasta este lista localităților din Provincia Iğdır, Turcia, după districte. În secțiunile de mai jos, prima localitate din fiecare listă este centrul administrativ al districtului.

## Iğdır
- Iğdır
- Ağaver, Iğdır
- Akyumak, Iğdır
- Alibeyköy, Iğdır
- Asma, Iğdır
- Aşağıçarıkçı, Iğdır
- Aşağıerhacı, Iğdır
- Bayraktutan, Iğdır
- Bendemurat, Iğdır
- Çakırtaş, Iğdır
- Çalpala, Iğdır
- Çilli, Iğdır
- Elmagöl, Iğdır
- Enginalan, Iğdır
- Evci, Iğdır
- Gülpınar, Iğdır
- Güngörmez, Iğdır
- Hakmehmet, Iğdır
- Halfeli, Iğdır
- Harmandöven, Iğdır
- Hoşhaber, Iğdır
- Kadıkışlak, Iğdır
- Karaçomak, Iğdır
- Karagüney, Iğdır
- Karakuyu, Iğdır
- Kasımcan, Iğdır
- Kazancı, Iğdır
- Kuzugüden, Iğdır
- Küllük, Iğdır
- Melekli, Iğdır
- Mezraa, Iğdır
- Necefali, Iğdır
- Nişankaya, Iğdır
- Obaköy, Iğdır
- Örüşmüş, Iğdır
- Özdemir, Iğdır
- Pınarbaşı, Iğdır
- Sarıçoban, Iğdır
- Suveren, Iğdır
- Tacirli, Iğdır
- Taşlıca, Iğdır
- Yaycı, Iğdır
- Yukarıçarıkcı, Iğdır
- Yüzbaşılar, Iğdır

## Aralık
- Aralık
- Adetli, Aralık
- Aşağıaratan, Aralık
- Aşağıçamurlu, Aralık
- Aşağıçiftlik, Aralık
- Aşağıtopraklı, Aralık
- Babacan, Aralık
- Emince, Aralık
- Gödekli, Aralık
- Hacıağa, Aralık
- Hasanhan, Aralık
- Karahacılı, Aralık
- Kırçiçeği, Aralık
- Kolikent, Aralık
- Ramazankent, Aralık
- Saraçlı, Aralık
- Tazeköy, Aralık
- Yenidoğan, Aralık
- Yukarıaratan, Aralık
- Yukarıçamurlu, Aralık
- Yukarıçiftlik, Aralık
- Yukarıtopraklı, Aralık

## Karakoyunlu
- Karakoyunlu
- Aktaş, Karakoyunlu
- Aşağıalican, Karakoyunlu
- Bayatdoğanşalı, Karakoyunlu
- Bekirhanlı, Karakoyunlu
- Bulakbaşı, Karakoyunlu
- Gökçeli, Karakoyunlu
- Kacardoğanşalı, Karakoyunlu
- Kerimbeyli, Karakoyunlu
- Koçkıran, Karakoyunlu
- Mürşitali, Karakoyunlu
- Şıracı, Karakoyunlu
- Taşburun, Karakoyunlu
- Yazlık, Karakoyunlu
- Yukarıalican, Karakoyunlu
- Zülfikarköy, Karakoyunlu

## Tuzluca
- Tuzluca
- Abbasgöl, Tuzluca
- Ağabey, Tuzluca
- Akdeğirmen, Tuzluca
- Akdiz, Tuzluca
- Akoluk, Tuzluca
- Alhanlı, Tuzluca
- Aliköse, Tuzluca
- Arslanlı, Tuzluca
- Aşağı Çıyrıklı, Tuzluca
- Aşağıaktaş, Tuzluca
- Aşağıcivanlı, Tuzluca
- Aşağıkatırlı, Tuzluca
- Aşağısutaşı, Tuzluca
- Badilli, Tuzluca
- Bağlan, Tuzluca
- Bahçecik, Tuzluca
- Bahçelimeydan, Tuzluca
- Beyoğlu, Tuzluca
- Bostanlı, Tuzluca
- Buruksu, Tuzluca
- Canderviş, Tuzluca
- Çıraklı, Tuzluca
- Çiçekli, Tuzluca
- Doğanyurt, Tuzluca
- Eğrekdere, Tuzluca
- Elmalık, Tuzluca
- Gaziler, Tuzluca
- Gedikli, Tuzluca
- Göktaş, Tuzluca
- Güllüce, Tuzluca
- Güzeldere, Tuzluca
- Hadımlı, Tuzluca
- Hamurkesen, Tuzluca
- Hasankent, Tuzluca
- İnce, Tuzluca
- İncesu, Tuzluca
- Kalaça, Tuzluca
- Kamışlı, Tuzluca
- Kandilli, Tuzluca
- Karabulak, Tuzluca
- Karacören, Tuzluca
- Karakoyun, Tuzluca
- Karanlık, Tuzluca
- Karataş, Tuzluca
- Kayakışlak, Tuzluca
- Kayaören, Tuzluca
- Kazkoparan, Tuzluca
- Kelekli, Tuzluca
- Kılıçlı, Tuzluca
- Kırkbulak, Tuzluca
- Kıznefer, Tuzluca
- Köprübaşı, Tuzluca
- Kula, Tuzluca
- Kumbulak, Tuzluca
- Kuruağaç, Tuzluca
- Küçükova, Tuzluca
- Laleli, Tuzluca
- Mollakamer, Tuzluca
- Nahırkıran, Tuzluca
- Ombulak, Tuzluca
- Ortabucak, Tuzluca
- Osmanköy, Tuzluca
- Özlü, Tuzluca
- Pirdemir, Tuzluca
- Sarıabdal, Tuzluca
- Sarıbulak, Tuzluca
- Soğukbulak, Tuzluca
- Söğütlü, Tuzluca
- Sürmeli, Tuzluca
- Taşuçan, Tuzluca
- Turabi, Tuzluca
- Tutak, Tuzluca
- Uğruca, Tuzluca
- Üçkaya, Tuzluca
- Ünlendi, Tuzluca
- Yağlı, Tuzluca
- Yassıbulak, Tuzluca
- Yaylacık, Tuzluca
- Yukarıaktaş, Tuzluca
- Yukarıcivanlı, Tuzluca
- Yüceotak, Tuzluca